# Siarczan ołowiu(II)
Siarczan ołowiu(II) (nazwa Stocka: siarczan(VI) ołowiu(II)), PbSO4 – nieorganiczny związek chemiczny z grupy siarczanów, sól kwasu siarkowego i ołowiu na II stopniu utlenienia.

## Otrzymywanie
Siarczan ołowiu(II) można otrzymać w reakcji ołowiu, tlenku ołowiu(II), tlenku ołowiu(IV) lub roztworów zawierających jony Pb2+, np.:
Pb2+ + SO2−4 → PbSO4↓
2PbO2 + 2H2SO4 → 2PbSO4 + 2H2O + O2↑

## Właściwości
Słabo rozpuszcza się w wodzie i rozcieńczonym kwasie siarkowym, rozpuszcza się natomiast w gorącym stężonym kwasie siarkowym.